# Condado de Mahaska

O Condado de Mahaska é um dos 99 condados do estado norte-americano do Iowa. A sede do condado é Oskaloosa, que é também a sua maior cidade. O condado tem uma área de 1485 km² (dos quais 7 km² estão cobertos por água), uma população de 22 335 habitantes, e uma densidade populacional de 15 hab/km² (segundo o censo nacional de 2000). O condado foi fundado em 1843 recebeu o seu nome em homenagem ao chefe índio Mahaska (1784-1834), da tribo Iowa.